# Hermann Dörnemann
Hermann Dörnemann (27 mei 1893 – 2 maart 2005) was een Duits man die verondersteld werd de oudste man van de wereld te zijn na de dood van Fred Hale op 19 november 2004. In tussentijd werd bekend dat Emiliano Mercado del Toro de oudste mens ter wereld was. Hij was 2 jaar ouder dan Dörnemann.
Dörnemann was wel de oudste levende man van Europa, voor zover bekend, en vermoedelijk de oudste veteraan die nog voor de centrale mogendheden heeft gevochten in de Eerste Wereldoorlog.